# Opera seria
L'opera seria è un genere dell'opera italiana.
Si contrappone storicamente al genere dell'opera buffa, al punto tale che la decadenza di quest'ultima, nel corso del XIX secolo, finì per renderne prima incerti, poi irriconoscibili i contorni. I temi portanti dell'opera seria sono il dramma e le passioni umane con storie e personaggi tratti dalla mitologia, dall'epica cavalleresca e dalla storia antica o medievale. Il pubblico di riferimento era prevalentemente nobiliare e cortigiano poiché il linguaggio era forbito e i problemi e gli avvenimenti all'interno della storia erano molto simili a quelli nella vita di tutti i giorni nel mondo dell'aristocrazia. L'espressione "opera seria" è utilizzata internazionalmente in italiano. 

## Storia
Il suo momento di maggiore diffusione e splendore si colloca nel XVIII secolo, specificatamente negli anni che vanno dal 1710 al 1770. Su libretti convenzionalmente strutturati secondo il modello messo a punto da Apostolo Zeno e Pietro Metastasio - i quali stabiliscono una serie di canoni formali, relativi sia all'impianto drammaturgico che alla struttura metrica delle arie, applicando le cosiddette unità aristoteliche -, le opere serie venivano allestite non soltanto presso i palcoscenici italiani ma anche in quelli del resto d'Europa; soprattutto in Inghilterra, Austria e Germania, ma in minor misura anche in Spagna, Portogallo e in altri paesi.
Georg Friedrich Händel è stato uno dei maggiori compositori di opere serie. Il Giulio Cesare in Egitto ne è un esempio fra i più chiari, come pure l'Ariodante (qui sopra la locandina)
Nei paesi anglosassoni l'opera seria italiana si affermò soprattutto grazie a Georg Friedrich Händel, un vero specialista di questo genere.
Solo la Francia, al tempo, scelse di seguire un autonomo corrispondente genere operistico definito tragédie lyrique.
In questo periodo, la forma principe dell'opera seria, articolata in tre atti, è l'aria con da capo, caratterizzata dalla ripresa della prima delle due strofe alla fine del brano. Con la sua ridondanza musicale, di gusto ancora tardo barocco, essa si contrappone alla schematicità di recitativi basati sulla reiterazione di poche formule cadenzali, nonché accompagnati solo dal basso continuo, detti recitativi secchi.
Nella seconda parte del secolo, l'opera seria accolse alcune forme nate col genere buffo, in particolare i pezzi d'assieme detti concertati, collocati nei finali dei primi due atti. Cominciarono inoltre ad acquistare sempre maggiore importanza i recitativi accompagnati dall'orchestra, soprattutto grazie alla riforma gluckiana, che ne prevede un uso esclusivo. Christoph Willibald Gluck e il librettista Ranieri de' Calzabigi intendono «ricondurre la musica al suo vero compito di servire la poesia... e di seguire le situazioni dell'intreccio» - come riportato nella prefazione dell'Alceste - abolendo le arie virtuosistiche col da capo e dando ampio spazio a orchestra, cori e danze sempre in funzione drammatica.
Già alla fine del Settecento, si cominciò a preferire l'articolazione in due atti a quella tradizionale in tre. Fu in questa forma che l'opera seria fece il suo ingresso nell'Ottocento, per vivere la sua ultima stagione trionfale nelle opere del periodo napoletano di Gioachino Rossini. Le sue forme, tuttavia, non si distinsero più da quelle dell'opera buffa e il progressivo raccordo tra i due generi fu evidenziato e favorito dal diffondersi del genere semiserio.
La denominazione di "opera seria" continuò anche talora ad essere usata come semplice sinonimo di "tragedia musicale", senza alcun riferimento al genere operistico settecentesco descritto nella presente voce.

## La poetica degli "affetti"
Sin dall'inizio, al genere dell'opera seria fu assegnato il compito di esprimere gli "affetti" elevati e sublimi di personaggi eccezionali, tratti quasi sempre dalla mitologia, dall'epica cavalleresca e dalla storia antica o medievale. Sentimenti che il canto e la musica si prestavano naturalmente a incarnare.
Allo stesso modo, però, proprio la presenza della musica spinse a temperare la dimensione eroica, propria del teatro tragico, rileggendola in una chiave più umana, avvicinando al pubblico i celebri personaggi. Circostanza, quest'ultima, che spiega la straordinaria fortuna che l'opera seria ha avuto presso i poeti dell'Arcadia.